# 哈勒爾岩
哈勒爾岩（英語：Haller Rocks）是南極洲的岩石，位於布凱灣東部，處於列日島西南端西北面4公里，屬於帕默群島的一部分，以瑞士的生理學家命名，現時由南極條約體系管理。